# Atrobucca bengalensis
Atrobucca bengalensis és una espècie de peix de la família dels esciènids i de l'ordre dels perciformes.

## Morfologia
- Els mascles poden assolir 24 cm de longitud total.
- Nombre de vèrtebres: 25.[4]

## Hàbitat
És un peix marí, de clima tropical i bentopelàgic.

## Distribució geogràfica
Es troba a Sri Lanka.

## Observacions
És inofensiu per als humans.